# Ministère des Affaires étrangères (Grèce)
Pour les articles homonymes, voir Ministère des Affaires étrangères.
Le ministère des Affaires étrangères (en grec moderne : Υπουργείο Εξωτερικών) du gouvernement de la République hellénique est l'administration grecque chargée de la politique extérieure de la Grèce, des relations bilatérales et des grecs de l'étranger. Il est chargé de la politique étrangère et des relations au sein de l'Union européenne. Le ministère a son siège à Athènes, au sein du palais Andréas-Syngrós, dans le quartier politique de la ville, non loin du Parlement, du Palais présidentiel ainsi que du Premier Ministre. C'est un des ministères les plus importants.
Le ministère des Affaires étrangères a été fondée en 1822 par l'Assemblée nationale d'Épidaure sous le nom de Secrétariat d'État aux Affaires Étrangères. En 1844, celui-ci prend son actuel.
L'actuel ministre grec des Affaires étrangères se nomme Giórgos Gerapetrítis.

## Ministres des affaires étrangères (depuis 1974)
| Nom               | Nom                            | Début             | Fin                  | Parti                    | Gouvernement                |
| ----------------- | ------------------------------ | ----------------- | -------------------- | ------------------------ | --------------------------- |
|                   | Konstantinos Kypraios (el)     | 8 juillet 1974    | 24 juillet 1974      |                          | Androutsópoulos             |
|                   | Geórgios Mávros                | 26 juillet 1974   | 15 octobre 1974      | Union du centre          | Konstantínos Karamanlís V   |
|                   | Dimitrios Bitsios (el)         | 15 octobre 1974   | 28 novembre 1977     | Union nationale radicale | Konstantínos Karamanlís VI  |
|                   | Panagiotis Papaligouras (el)   | 28 novembre 1977  | 10 mai 1978          | Nouvelle Démocratie      | Konstantínos Karamanlís VII |
|                   | Geórgios Rállis                | 10 mai 1978       | 9 mai 1980           | Nouvelle Démocratie      | Konstantínos Karamanlís VII |
|                   | Konstantínos Mitsotákis        | 10 mai 1980       | 19 octobre 1981      | Nouvelle Démocratie      | Rállis                      |
|                   | Ioánnis Kharalambópoulos       | 21 octobre 1981   | 26 juillet 1985      | PASOK                    | Andréas Papandréou I        |
|                   | Károlos Papoúlias              | 26 juillet 1985   | 1er juillet 1989     | PASOK                    | Andréas Papandréou II       |
|                   | Tzannís Tzannetákis            | 1er juillet 1989  | 12 octobre 1989      | Nouvelle Démocratie      | Tzannetákis                 |
|                   | Georgios Papoulias (en)        | 12 octobre 1989   | 23 novembre 1989     |                          | Grívas                      |
|                   | Antónis Samarás                | 23 novembre 1989  | 16 février 1990      | Nouvelle Démocratie      | Zolótas                     |
|                   | Georgios Papoulias (en)        | 16 février 1990   | 11 avril 1990        |                          | Zolótas                     |
|                   | Antónis Samarás                | 11 avril 1990     | 14 avril 1992        | Nouvelle Démocratie      | Mitsotákis                  |
|                   | Konstantínos Mitsotákis        | 14 avril 1992     | 7 août 1992          | Nouvelle Démocratie      | Mitsotákis                  |
|                   | Michalis Papakonstantinou (en) | 7 août 1992       | 13 octobre 1993      | Nouvelle Démocratie      | Mitsotákis                  |
|                   | Károlos Papoúlias              | 13 octobre 1993   | 22 janvier 1996      | PASOK                    | Andréas Papandréou III      |
|                   | Theodoros Pangalos             | 22 janvier 1996   | 18 février 1999      | PASOK                    | Simítis I et II             |
|                   | Geórgios Papandréou            | 19 février 1999   | 13 février 2004      | PASOK                    | Simítis II et Simítis III   |
|                   | Anastasios Giannitsis (el)     | 13 février 2004   | 10 mars 2004         | PASOK                    | Simítis II et Simítis III   |
|                   | Pétros Molyviátis              | 10 mars 2004      | 15 février 2006      | Nouvelle Démocratie      | Kostas Karamanlís I         |
|                   | Dóra Bakoyánni                 | 15 février 2006   | 19 septembre 2007    | Nouvelle Démocratie      | Kostas Karamanlís I         |
| 19 septembre 2007 | Dóra Bakoyánni                 | 7 octobre 2009    | Kostas Karamanlís II | Nouvelle Démocratie      |                             |
|                   | Giórgos Papandréou             | 7 octobre 2009    | 7 septembre 2010     | PASOK                    | Giórgos Papandréou          |
|                   | Dimítris Droútsas              | 7 septembre 2010  | 17 juin 2011         | PASOK                    | Giórgos Papandréou          |
|                   | Stávros Lambrinídis            | 17 juin 2011      | 11 novembre 2011     | PASOK                    | Giórgos Papandréou          |
|                   | Stávros Dímas                  | 11 novembre 2011  | 17 mai 2012          | Nouvelle Démocratie      | Papadímos                   |
|                   | Pétros Molyviátis              | 17 mai 2012       | 21 juin 2012         | Nouvelle Démocratie      | Pikramménos                 |
|                   | Dimítris Avramópoulos          | 21 juin 2012      | 24 juin 2013         | Nouvelle Démocratie      | Samarás                     |
|                   | Evángelos Venizélos            | 25 juin 2013      | 27 janvier 2015      | PASOK                    | Samarás                     |
|                   | Níkos Kotziás                  | 27 janvier 2015   | 27 août 2015         | SYRIZA                   | Tsípras I                   |
|                   | Pétros Molyviátis              | 28 août 2015      | 21 septembre 2015    | Nouvelle Démocratie      | Thánou-Christophílou        |
|                   | Níkos Kotziás                  | 21 septembre 2015 | 17 octobre 2018      | SYRIZA                   | Tsípras II                  |
|                   | Aléxis Tsípras                 | 17 octobre 2018   | 18 février 2019      | SYRIZA                   | Tsípras II                  |
|                   | Geórgios Katroúgalos           | 18 février 2019   | 9 juillet 2019       | SYRIZA                   | Tsípras II                  |
|                   | Níkos Déndias                  | 9 juillet 2019    | 26 mai 2023          | Nouvelle Démocratie      | K. Mitsotákis I             |
|                   | Vasílis Kaskarélis             | 26 mai 2023       | 27 juin 2023         | Sans                     | Sarmás                      |
|                   | Giórgos Gerapetrítis           | 27 juin 2023      | en cours             | Nouvelle Démocratie      | K. Mitsotákis II            |